# Naturschutzgebiet Am Bastenberg
Das Naturschutzgebiet Am Bastenberg mit einer Größe von 0,8 ha liegt südlich von Berlar im Gemeindegebiet von Bestwig. Das Gebiet wurde 2008 mit dem Landschaftsplan Bestwig durch den Hochsauerlandkreis als Naturschutzgebiet (NSG) ausgewiesen.

## Gebietsbeschreibung
Beim NSG handelt es sich um ein Waldgebiet mit teils höheren Diabasfelsen. Der Wald besteht meist aus Rotbuchen und Rotfichten.

## Schutzzweck
Das NSG soll das Waldgebiet mit seinem Arteninventar schützen.
Wie bei allen Naturschutzgebieten in Deutschland wurde in der Schutzausweisung darauf hingewiesen, dass das Gebiet „wegen der Seltenheit, besonderen Eigenart und Schönheit des Gebietes“ als Naturschutzgebiet ausgewiesen wurde.